# Xapuri (ort)
Xapuri är en ort i Brasilien.   Den ligger i kommunen Xapuri och delstaten Acre, i den västra delen av landet, 2 300 km väster om huvudstaden Brasília. Xapuri ligger 171 meter över havet och antalet invånare är 5 721.
Terrängen runt Xapuri är huvudsakligen platt. Xapuri ligger nere i en dal. Runt Xapuri är det mycket glesbefolkat, med 6 invånare per kvadratkilometer.. Det finns inga andra samhällen i närheten.
Omgivningarna runt Xapuri är huvudsakligen savann.